# Assi dell'aviazione austro-ungarica
Questa lista comprende tutti gli assi dell'aviazione della prima guerra mondiale che hanno combattuto per l'Impero austro-ungarico.
L'impero era costituito da un misto di nazionalità e sebbene gli aviatori fossero tutti arruolati nelle Luftfahrtruppen provenivano da gruppi etnici diversi. Nonostante la politica imperiale di magiarizzazione, molti cittadini dell'impero mantennero la loro identità etnica e alla fine della prima guerra mondiale con il disfacimento dello stato centrale, sorsero stati differenti sulla base delle diverse appartenenze.
- Godwin Brumowski 35 abbattimenti

nato a Wadowice. Principale asso polacco e principale asso dell'Impero Austro-Ungarico della guerra 
- Julius Arigi 32 abbattimenti

nato a Děčín. Principale asso del Paese Ceco
- Benno Fiala von Fernbrugg 28 abbattimenti

nato a Vienna. Principale asso austriaco della guerra 
- Frank Linke-Crawford 27 abbattimenti

nato a Cracovia. 
- József Kiss 19 abbattimenti

nato a Presburgo. Principale asso ungherese della guerra 
- Ferenc Gräser 18 abbattimenti

nato a Nyírmada
- Eugen Bönsch 16 abbattimenti

nato a Velká Úpa.
- Stefan Fejes 16 abbattimenti

nato a Győr.
- Ernst Strohschneider 15 abbattimenti

nato a Ústí nad Labem.
- Adolf Heyrowsky 12 abbattimenti

nato a Murau. 
- Kurt Gruber 11 abbattimenti

nato a Linz.
- Franz Rudorfer 11 abbattimenti

nato a Vienna.
- Miroslav Navratil 10 abbattimenti

nato a Sarajevo. Unico asso proveniente dalla Bosnia ed Erzegovina 
- Raoul Stojsavljevic 10 abbattimenti

nato a Innsbruck.
- Gottfried Freiherr von Banfield 9 abbattimenti

nato a Castelnuovo. Unico asso proveniente dal Montenegro 
- Otto Jindra 9 abbattimenti

nato a Chlumec nad Cidlinou.
- Georg Kenzian 9 abbattimenti

nato a Linz.
- Ferdinand Udvardy 9 abbattimenti

nato a Presburgo.
- Károly Kaszala 8 abbattimenti

nato a Nitra.
- Heinrich Kostrba 8 abbattimenti

nato a Praga.
- Alexander Tahy 8 abbattimenti

nato a Nyíregyháza.
- Josef Friedrich 7 abbattimenti

nato a Cvikov.
- Ludwig Hautzmayer 7 abbattimenti

nato a Fürstenfeld.
- Otto Jäger 7 abbattimenti

nato ad Aš.
- Josef von Maier 7 abbattimenti

nato a Presburgo.
- Johann Risztics 7 abbattimenti

nato a Budapest.
- Andreas Dombrowski 6 abbattimenti

nato a Ostrava.
- Johann Frint 6 abbattimenti

nato a Budapest.
- Sándor Kasza 6 abbattimenti

nato a Stara Moravica.
- Karl Nikitsch 6 abbattimenti

nato a Štětí.
- Franz Peter 6 abbattimenti

nato a Vienna.
- Josef Pürer 6 abbattimenti

nato a Brno o a Schönau.
- Roman Schmidt 6 abbattimenti

nato a Varaždin.
- Rudolf Weber 6 abbattimenti

nato a Sighișoara.
- Julius Busa 5 abbattimenti

nato a Budapest. 
- Friedrich Hefty 5 abbattimenti

nato a Presburgo.
- Julius Kowalczik 5 abbattimenti

nato a Ostrava.
- Franz Lahner 5 abbattimenti

nato a Bad Goisern.
- Friedrich Lang 5 abbattimenti

nato in Austria.
- Johann Lasi 5 abbattimenti

nato a Kać.
- Béla Macourek 5 abbattimenti

nato a Presburgo.
- Kurt Nachod 5 abbattimenti

nato a Brno.
- Augustin Novák 5 abbattimenti

nato a Studénka.
- Karl Patzelt 5 abbattimenti

nato a Craiova.
- Alois Rodlauer 5 abbattimenti

nato a Urfahr-Umgebung.
- Rudolf Szepessy-Sokoll 5 abbattimenti

nato a Oradea.
- Karl Teichmann 5 abbattimenti

nato a Hrabišín.
- Karl Urban 5 abbattimenti

nato a Graz.
- Franz Wognar 5 abbattimenti

nato a Trnava.